# 포트 웨인라이트
포트 웨인라이트(Fort Wainwright)는 미국 알래스카주 페어뱅크스에 있는 미국 육군의 군사 기지이다. 시설관리사령부 예하 USAG 알래스카에서 관리하고 있다.

## 역사
이 기지의 최초의 이름은 "라드 육군 비행장"으로 1935년에 추락 사고로 죽은 육군 항공대 조종사인 아서 K.라드(Arthur K. Ladd) 소령의 명예를 위해 그의 이름을 따서 지었다. 1939년에 터가 설계되었다.
1940년 4월, 제1항공대(First Air Corps; FAC) 파견대가 알레스카 페어뱅크스에 배치되어 도착했다. 다른 118명의 장병들은 10월에 가담했다. 그들은 영구 막사가 지어질 때까지 임시 셸터에서 지냈으며, 제2차 세계 대전까지 매우 추운 겨울동안 여러 옷가지와 장비를 시험했다. 그리고 전쟁 중에는 랜드리스 프로그램에 따라 기지는 8,000 대에 가까운 항공기를 소련군에 배송하기 위한 더욱 큰 역할을 맡았다.
1947년, 항공대가 육군에서 독립하여 공군이 되자, "라드 공군기지"(Ladd Air Force Base; Ladd AFB)로 개명되었다.
1961년 1월, 육군으로 통제권이 다시 넘어갔다. 태평양 전쟁에서 주필 미국 육군을 지휘했던 조나단 웨인라이트 장군의 이름을 따서 라드 공군 기지에서 포트 웨인라이트로 개명되었으며, 이때부터 제171보병여단, 제172보병여단, 제6보병사단 본부와 1여단이 주둔하기 시작했다.
1985년 2월 4일 라드 비행장이 역사기념물로 지정되었다.

## 주둔
- 미국 알래스카 육군 (USARAK)
- 제25보병사단, 제1스트라이커여단전투단
- USARAK 항공임무대
- 알래스카 의무처

## 참고
- “FORT WAINWRIGHT HISTORY” (PDF) (영어). Fort Wainwright Public Affair Office. 2016년 12월 26일에 원본 문서 (PDF)에서 보존된 문서. 2014년 5월 29일에 확인함.